# Archophileurus latipennis
Archophileurus latipennis är en skalbaggsart som beskrevs av Hermann Burmeister 1847. Archophileurus latipennis ingår i släktet Archophileurus och familjen Dynastidae. Inga underarter finns listade.